# Hypothyris fraterna
Hypothyris fraterna är en fjärilsart som beskrevs av Richard Haensch 1909. Hypothyris fraterna ingår i släktet Hypothyris och familjen praktfjärilar. Inga underarter finns listade i Catalogue of Life.